# Jaya atrata
Jaya atrata är en insektsart som först beskrevs av Fabricius 1781.  Jaya atrata ingår i släktet Jaya och familjen myrlejonsländor. Inga underarter finns listade i Catalogue of Life.